# Þorsteins þáttr forvitna
Þorsteins þáttr forvitna es una historia corta islandesa (þáttr) que trata sobre el ejemplo de un islandés llamado Þorstein que sobrevive a un viaje de prueba que le impone el rey Harald III de Noruega que había emprendido como penitencia por su anterior compulsiva curiosidad y que supera gracias a la intervención de San Olaf.
La obra se conserva en el compendio Flateyjarbók.